# Mayo-Sangnare
Mayo-Sangnare est un village de la commune de Galim-Tignère situé dans la région de l'Adamaoua et le département du Faro-et-Déo, à proximité de la frontière avec le Nigeria.

## Population
Lors du recensement de 2005, le village était habité par 679 personnes, 358 de sexe masculin et 321 de sexe féminin.